# Red Hat Enterprise Virtualization
Red Hat Enterprise Virtualization (RHEV) — промислова платформа для організації управління інфраструктурою віртуалізації від компанії Red Hat. Платформа RHEV заснована на Linux-дистрибутиві Red Hat Enterprise Linux і використовує в роботі технологію віртуалізації KVM (Kernel Virtual Machine).  Для організації роботи тонких клієнтів використовується протокол SPICE.
Продукт є комерційним, готові складання доступні для завантаження, але оновлення надаються безоплатно тільки протягом 60 днів.  Проте розробка ведеться у вигляді серії відкритих проектів, всі створювані для RHEV напрацювання публікуються під ліцензією GPLv2.  Використовувані в RHEV технології управління віртуальними машинами розвиваються в рамках відкритого проекту oVirt, розробка гіпервізора KVM ведеться в рамках основної гілки ядра Linux.  У вигляді відкритих проектів поширюються засоби для запуску і розгортання віртуальних машин, керуючий вебінтерфейс, інтерфейс командного рядка, універсальний API, набір агентів для гостьових систем, інсталятор пакунків, генератор звітів, SDK для створення доповнень, а також супутні інструменти та бібліотеки, такі як libvirt і v2v.